# Saundersiops brownae
Saundersiops brownae là một loài ruồi trong họ Tachinidae.